# Чемпіонат Європи з легкої атлетики серед юнаків 2022
Чемпіонат Європи з легкої атлетики серед юнаків 2022 був проведений 4-7 липня в Єрусалимі на стадіоні Єврейського університету.
Про надання ізраїльському місту права проводити європейську легкоатлетичну першість серед юнаків (атлетів у віці до 18 років) було анонсовано 12 листопада 2019.
До участі в чемпіонаті допускалися легкоатлети 2005 та 2006 років народження, які виконали встановлені нормативи.

## Призери

### Хлопці
| Дисципліни                                | Золото | Золото      | Срібло | Срібло        | Бронза | Бронза        |
| ----------------------------------------- | --- | ----------- | --- | ------------- | --- | ------------- |
| 100 метрів (деталі)                       | Марек Закшевський Польща | 10,32 CR    | Ісак Г'юз Швеція | 10,36 NU18R   | Бенедикт Томас Вальштайн Німеччина                                                                           | 10,44 NU18R   |
| 200 метрів (деталі)                       | Дежан Отту Франція | 21,10 PB    | Едуардо Лонгобарді Італія | 21,22         | Любан Гак Німеччина                                                                                          | 21,51 PB      |
| 400 метрів (деталі)                       | Давід Гарсія Іспанія | 46,67 CR    | Ковач Арпад Угорщина | 47,87         | Адріан Войцяк Польща                                                                                         | 48,13 PB      |
| 800 метрів (деталі)                       | Якуб Дудиха Чехія | 1.51,35     | Ноам Маму Ізраїль | 1.51,79       | Давіде де Роза Італія                                                                                        | 1.51,81       |
| 1500 метрів (деталі)                      | Нільс Ларос Нідерланди | 3.49,99 CR  | Андреас Ф'єльд Гальворсен Норвегія                                                                                                   | 3.52,14       | Тендай Ньябадза Велика Британія                                                                              | 3.52,47       |
| 3000 метрів (деталі)                      | Нільс Ларос Нідерланди | 8.11,49     | Андреас Ф'єльд Гальворсен Норвегія                                                                                                   | 8.13,48       | Едвард Берд Велика Британія                                                                                  | 8.14,59 PB    |
| 110 метрів з бар'єрами (91,4 см) (деталі) | Давід Пронк Нідерланди | 13,50 PB    | Немо Расе Бельгія | 13,56         | Нільс Ляйферт Німеччина                                                                                      | 13,60 PB      |
| 400 метрів з бар'єрами (деталі)           | Бастіан Елнан Аурстад Норвегія | 50,89       | Фінтан Дьюгерст Ірландія | 51,65 PB      | Такач Герге Угорщина                                                                                         | 51,77 PB      |
| 2000 метрів з перешкодами (деталі)        | Серхіо дель Барріо Іспанія | 5.38,55     | Хішам Ербібіх Франція | 5.40,35 NU18R | Арно Лібль Швейцарія                                                                                         | 5.40,45 NU18R |
| 100+200+300+400 метрів (деталі) (призери) | Італія Етторе Франческо Падован Філіппо Падовано Едуардо Лонгобарді Давіде де Роза Соф'ян Сафрауї (забіг) Лука Марсіковетере (забіг) | 1.52,69 CR  | Норвегія Йонатан Гертвіг-Едегорд Себастьян Бернтсен Евен Еліас Граннес Педерсен Бастіан Елнан Еурстад Сіндре Стренстад-Лесет (забіг) | 1.53,36 SB    | Велика Британія Тедді Вілсон Дежон Лінгард Дін Паттерсон Том Гонс Каллум Вебб (забіг) Джак Паттерсон (забіг) | 1.53,75 SB    |
| Ходьба 10000 метрів (деталі)              | Маттія Фурлані Італія | 2,15        | Міхаліс Христофі КіпрЯкуб Валецький Польща                                                                                           | 2,13 PB       | не вручалась                                                                                                 |               |
|                                           | |             | |               | |               |
| Стрибки у висоту (деталі)                 | Фредерік Вайгель Нідерланди | 44.01,60 CR | Джузеппе Дізабато Норвегія | 44.16,55 PB   | Мігель Еспіноза Оліварес Велика Британія                                                                     | 44.46,88 PB   |
| Стрибки з жердиною (деталі)               | Міхал Гавенда Польща | 5,10        | Валентин Імсан Швейцарія | 5,10          | Лінус Йонссон Швеція                                                                                         | 5,10 PB       |
| Стрибки у довжину (деталі)                | Маттія Фурлані Італія | 8,04 CR     | Тома Мартінес Франція | 7,73w NU18R   | Франческо Етторе Індзолі Італія                                                                              | 7,58w PB      |
| Потрійний стрибок (деталі)                | Лачезар Вальчев Болгарія | 15,76       | Ніколо Каннавале Італія | 15,45 PB      | Васил Русенов Болгарія                                                                                       | 15,18 PB      |
| Штовхання ядра (5 кг) (деталі)            | Алі Пекер Туреччина | 21,03       | Георг Гарпф Німеччина | 20,16         | Аату Кангасніємі Фінляндія                                                                                   | 19,48         |
| Метання диска (1,5 кг) (деталі)           | Михайло Брудін Україна | 64,51 CR    | Яннік Ролвінк Нідерланди | 63,06 NU18R   | Міхай Дам'ян Моторка Румунія                                                                                 | 58,18         |
| Метання молота (5 кг) (деталі)            | Йосіф Кесідіс Кіпр | 78,92       | Аату Кангасніємі Фінляндія | 77,74 PB      | Георгіос Папанастасіу Греція                                                                                 | 77,37         |
| Метання списа (700 г) (деталі)            | Топі Парвіайнен Фінляндія | 84,52 AU18B | Горват Мате Угорщина | 73,72         | Раян Янсен Нідерланди                                                                                        | 72,08         |
|                                           | |             | |               | |               |
| Десятиборство (юнацьке) (деталі)          | Амадеус Гребер Німеччина | 7626 CR     | Лео Геранссон Швеція | 7609 PB       | Александр Монтань Франція                                                                                    | 7591 PB       |

### Дівчата
| Дисципліни                                | Золото | Золото         | Срібло | Срібло        | Бронза | Бронза      |
| ----------------------------------------- | --- | -------------- | --- | ------------- | --- | ----------- |
| 100 метрів (деталі)                       | Нія Веддерберн-Гудісон Велика Британія | 11,39 CR       | Челсі Кадірі Німеччина | 11,50 PB      | Рене Реджіс Велика Британія                                                                               | 11,58 PB    |
| 200 метрів (деталі)                       | Фейт Акінбіледже Велика Британія | 23,36w         | Голлі Окуку Німеччина | 24,03w        | Лара Юрчич Хорватія                                                                                       | 24,22w      |
| 400 метрів (деталі)                       | Шарлотт Генріх Велика Британія | 53,54 PB       | Лурдес Глорія Мануель Чехія                                                                                                | 53,61         | Еданур Тулум Туреччина                                                                                    | 53,96 NU18R |
| 800 метрів (деталі)                       | Малін Гуельсвен Норвегія | 2.09,29        | Яна Бекер Німеччина | 2.09,52       | Айріс Даунс Велика Британія                                                                               | 2.09,56     |
| 1500 метрів (деталі)                      | Енні Манн Велика Британія | 4.23,41 PB     | Айча Фінадоглу Туреччина                                                                                                   | 4.23,98       | Шерін Кербер Швейцарія                                                                                    | 4.24,46     |
| 3000 метрів (деталі)                      | Софія Тегерсен Данія | 9.20,56        | Джессіка Бейлі Велика Британія                                                                                             | 9.32,74       | Едібе Ягіз Туреччина                                                                                      | 9.34,53 PB  |
| 110 метрів з бар'єрами (76,2 см) (деталі) | Мія Мак-Інтош Велика Британія | 13,05 CR       | Ессі Ніскала Фінляндія | 13,29         | Софія Піццато Італія                                                                                      | 13,33 NU18R |
| 400 метрів з бар'єрами (деталі)           | Офелія Пай Велика Британія | 58,09 CR       | Зої Лаурейс Бельгія | 58,22         | Стефані Окоро Велика Британія                                                                             | 58,44 PB    |
| 2000 метрів з перешкодами (деталі)        | Йоланда Каллабіс Німеччина | 6.20,22 CR     | Адія Будде Німеччина | 6.28,09 PB    | Софія Тегерсен Данія                                                                                      | 6.29,68 SB  |
| 100+200+300+400 метрів (деталі) (призери) | Велика Британія Рене Реджіс Фейт Акінбіледже Ребекка Грів Етті Сіссон Еммануелла Кває (забіг) Нія Веддерберн-Гудісон (забіг) Джессік Астілл (забіг) | 2.07,18 AU18B  | Італія Аліче Пальяріні Людовіка Галуппі Еліза Марчелло Нгалуга Кабангу Валентина Ваккарі (забіг) Кларісса В'янеллі (забіг) | 2.07,35 NU18R | Іспанія Айноа Репарас Лаура Мартінес Адріана Лопес Ана Прієто Ная Мікелейс (забіг) Мартіна Суніно (забіг) | 2.08,80 SB  |
| Ходьба 5000 метрів (деталі)               | Софія Сантакреу Іспанія | 22.46,32 NU18R | Мартіна Шаннамея Італія | 23.15,40      | Лена Овре Франція                                                                                         | 23.26,07    |
|                                           | |                | |               | |             |
| Стрибки у висоту (деталі)                 | Ангеліна Топич Сербія | 1,92           | Йоханна Герінг Німеччина                                                                                                   | 1,88          | Мерел Мас Бельгія                                                                                         | 1,86 SB     |
| Стрибки з жердиною (деталі)               | Іліана Тріантафіллу Греція | 4,05           | Вікторіє Ондрова Чехія | 3,95 SB       | Елла Удденес Швеція                                                                                       | 3,85 SB     |
| Стрибки у довжину (деталі)                | Айла Халлберг Хоссейн Швеція | 6,39 CR        | Бріна Лікар Словенія | 6,30 PB       | Пламена Чакарова Болгарія                                                                                 | 6,24 PB     |
| Стрибки у довжину (деталі)                | Айла Халлберг Хоссейн Швеція | 6,39 CR        | Бріна Лікар Словенія | 6,30 PB       | Лаура Мартінес Іспанія                                                                                    | 6,24        |
| Потрійний стрибок (деталі)                | Клеманс Руж'є Франція | 13,72          | Теодора Боберич Сербія | 13,36 PB      | Наталія Драгоєвич Сербія                                                                                  | 13,04 PB    |
| Штовхання ядра (3 кг) (деталі)            | Клео Аг'єпонг Велика Британія | 17,39          | Шанталь Рімке Німеччина | 16,86 NU18R   | Пейдж Стівенс Велика Британія                                                                             | 16,69 PB    |
| Метання диска (деталі)                    | Керлі Браун Німеччина | 50,64 PB       | Прінсесс Іман Франція | 50,27 PB      | Анна Кіцинська Польща                                                                                     | 46,60 PB    |
| Метання молота (3 кг) (деталі)            | Валентина Савва Кіпр | 70,28          | Вісеклеті Вілльо Угорщина                                                                                                  | 69,11         | Емілія Колокотроні Кіпр                                                                                   | 65,35       |
| Метання списа (500 г) (деталі)            | Веєра Сауна-Ахо Фінляндія | 52,22          | Сузе Зеват Нідерланди | 50,68         | Орінта Навікайте Литва                                                                                    | 50,64 PB    |
|                                           | |                | |               | |             |
| Семиборство (деталі)                      | Яна Кошчак Хорватія | 6106           | Кріст Сарольта Угорщина | 5794 NU18R    | Пія Мессінг Німеччина                                                                                     | 5690 PB     |

## Медальний залік
| Місце                | Країна               | Золото | Срібло | Бронза | Загалом |
| -------------------- | -------------------- | ------ | ------ | ------ | ------- |
| 1                    | Велика Британія      | 8      | 1      | 7      | 16      |
| 2                    | Німеччина            | 4      | 7      | 3      | 14      |
| 3                    | Італія               | 3      | 5      | 3      | 11      |
| 4                    | Нідерланди           | 3      | 2      | 1      | 6       |
| 5                    | Іспанія              | 3      | 0      | 3      | 6       |
| 6                    | Франція              | 2      | 3      | 2      | 7       |
| 7                    | Норвегія             | 2      | 3      | 0      | 5       |
| 8                    | Фінляндія            | 2      | 2      | 1      | 5       |
| 9                    | Польща               | 2      | 1      | 3      | 6       |
| 10                   | Кіпр                 | 2      | 1      | 1      | 4       |
| 11                   | Швеція               | 1      | 2      | 2      | 5       |
| 12                   | Чехія                | 1      | 2      | 0      | 3       |
| 13                   | Туреччина            | 1      | 1      | 2      | 4       |
| 14                   | Сербія               | 1      | 1      | 1      | 3       |
| 15                   | Болгарія             | 1      | 0      | 2      | 3       |
| 16                   | Греція               | 1      | 0      | 1      | 2       |
| 16                   | Данія                | 1      | 0      | 1      | 2       |
| 16                   | Хорватія             | 1      | 0      | 1      | 2       |
| 19                   | Україна              | 1      | 0      | 0      | 1       |
| 20                   | Угорщина             | 0      | 4      | 1      | 5       |
| 21                   | Бельгія              | 0      | 2      | 1      | 3       |
| 22                   | Швейцарія            | 0      | 1      | 2      | 3       |
| 23                   | Ізраїль              | 0      | 1      | 0      | 1       |
| 23                   | Ірландія             | 0      | 1      | 0      | 1       |
| 23                   | Словенія             | 0      | 1      | 0      | 1       |
| 26                   | Литва                | 0      | 0      | 1      | 1       |
| 26                   | Румунія              | 0      | 0      | 1      | 1       |
| Загалом (27 збірних) | Загалом (27 збірних) | 40     | 41     | 40     | 121     |

## Виступ українців
Збірна України була представлена на чемпіонаті командою у складі 19 спортсменів.
| Хлопці (11) | Хлопці (11)         | Хлопці (11)    | Хлопці (11) |
| Місце       | Атлет               | Дисципліна     | Результат   |
| ----------- | ------------------- | -------------- | ----------- |
| 1           | Михайло Брудін      | диск           | 64,51 CR    |
|             | Ілля Бобровник      | жердина        | 4,85        |
|             | Едуард Муравський   | ходьба 10000 м | 47.20,25 SB |
| заб         | Станіслав Дряпко    | 800 м          | 1.56,41     |
| заб         | Кирило Лампицький   | 110 м з/б      | 14,28       |
| кв          | Володимир Савицький | висота         | 2,02 SB     |
| кв          | Іван Литовченко     | висота         | 1,92        |
| кв          | Микита Маслюк       | довжина        | 6,52        |
| кв          | Євгеній Литвин      | молот          | 60,57       |
| кв          | Станіслав Клочко    | спис           | 61,31       |
| —           | Антон Нагорняк      | десятиборство  | DNF         |

| Дівчата (8) | Дівчата (8)        | Дівчата (8)   | Дівчата (8)      |
| Місце       | Атлетка            | Дисципліна    | Результат        |
| ----------- | ------------------ | ------------- | ---------------- |
|             | Альона Часс        | потрійний     | 12,98            |
|             | Альбіна Зайцева    | семиборство   | 5155 PB          |
|             | Вікторія Діжак     | ходьба 5000 м | 25.03,17         |
| пф          | Аліна Кишкіна      | 100 м з/б     | 14,00 (13,93)[a] |
| заб         | Ольга Машанєнкова  | 400 м з/б     | 1.02,17          |
| кв          | Марина Ковтунова   | висота        | 1,71             |
| кв          | Анастасія Костирко | жердина       | 3,60             |
| кв          | Марія Стрєлець     | ядро          | 13,05            |

a  У дужках вказаний більш високий результат, що був показаний на попередній стадії змагань (у забігу чи кваліфікації).